# Ailinglaplap
Ailinglaplap est un atoll et une municipalité de 56 îles située dans les îles Ralik dans l'État des Îles Marshall, aux coordonnées 7°30′N 168°44′E. Il comptait en 2011 une population de 1 729 habitants. L'atoll se trouve à 152 km au nord-ouest de Jaluit. Les terres fermes mesurent uniquement 14,7 km² mais elle enserrent un lagon de 750 km². L'atoll est parsemé de cocoteraies.
"Ailinglaplap" se traduit par le plus grand atoll, 'aelon' signifiant "atoll" et 'laplap' étant un suffixe indiquant un superlatif. En effet, c'est de cette île que viendrait les principales légendes des Marshallais. 
Woja, situé à l'extrémité ouest, est le village principal de cet atoll (528 habitants en 2005). Les autres villages importants sont Jeh au nord-est, Airok et Bouj au sud.
Kessai Note, président des Îles Marshall de 2000 à 2008 et Christopher Loeak de 2012 à 2016, sont natifs de l'atoll d'Ailinglaplap.

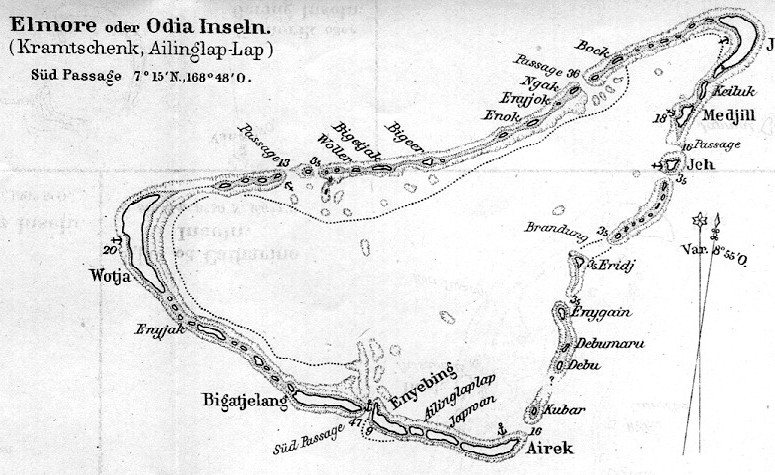
Carte allemande de l'atoll (1981).